# Amorphoscelidae
Amorphoscelidae — родина невеликих богомолів, поширених в Африці, Південній Азії та в Південно-Західній Європі.

## Опис
Дрібні богомоли зі сплощеним тілом, пристосованим до мешкання на корі дерев. У цих богомолів зменшена кількість шипів на передніх гомілках та стегнах. Самці й самиці крилаті.

## Систематика
За традиційною систематикою родина складалася з 15 родів та поділялася на 3 підродини:
- Perlamantinae — 2 роди, Південна Європа та Північна Африка
- Amorphoscelinae — 5 сучасних родів, Африка на південь від Сахари та Південно-Східна Азія
- Paraoxypilinae — 8 родів, Австралія та Нова Гвінея
- також один окремий вид Exparoxypilus africanus Beier, 1929 з Танзанії

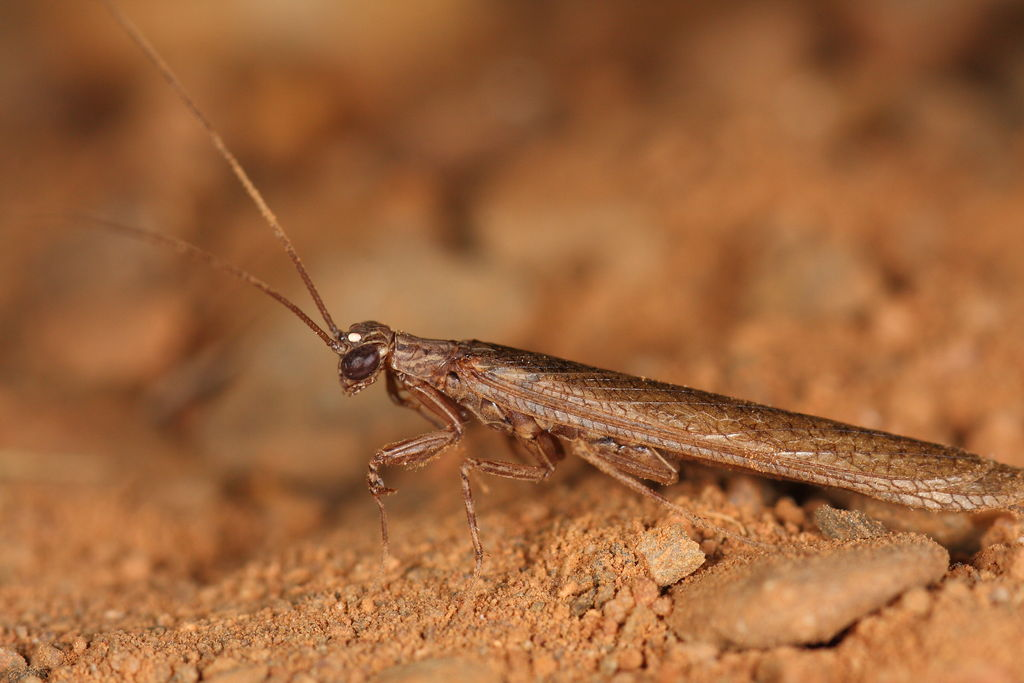
Perlamantis allibertii, Португалія

За новою класифікацією 2019 року з родини була відокремлена група Paraoxypilinae, а також рід Exparoxypilus. У складі родини залишилися:
Підродина Amorphoscelinae
- Amorphoscelis Stal, 1871
- †Amorphoscelites Gratshev & Zherikhin, 1994
- Bolivaroscelis Roy, 1973
- Caudatoscelis Roy, 1973
- Gigliotoscelis Roy, 1973
- Maculatoscelis Roy, 1973

Підродина Perlamantinae
- Paramorphoscelis Werner, 1907
- Perlamantis Guerin-Meneville, 1843